# Spara alla luna
Spara alla luna (Shoot the Moon) è un film del 1982 diretto da Alan Parker.
Fu presentato in concorso al 35º Festival di Cannes.

## Trama
Dopo quindici anni per una coppia sposata con quattro figlie arriva la crisi matrimoniale. Lui, uno scrittore, va a vivere con l'amante, mentre lei, per ripicca, inizia una relazione con il giovanotto ingaggiato per costruire il campo da tennis nel giardino di casa. Saputolo, il marito pensa di riconciliarsi con la moglie, alternando a gesti di riavvicinamento violente esplosioni di gelosia.

## Colonna sonora
Accompagna i titoli di coda il brano I Can't Tell You Why degli Eagles.